# Carlo Baucardé
Carlo Baucardé, o Boucardé (Florència, 1825 – idm. 1883) fou un tenor italià cantant d'òpera.

## Vida i carrera
Nascut a Florència de pare francès, es dedicà a l'estudi del cant i tingué un fracassat debut com a baríton. Després d'una revisió de la seva condició vocal es presentà, aquesta volta feliçment, com a tenor, especialitzant-se en el repertori donizettià.Lumley (1864) p. 275 En els seus principis li feren ombra altres grans intèrprets de les òperes de Donizetti, encara que es distingí com a primer intèrpret del Poliuto el 1848, en el Teatro San Carlo de Nàpols, i el 1850 aconseguí un memorable èxit amb La Favorite.

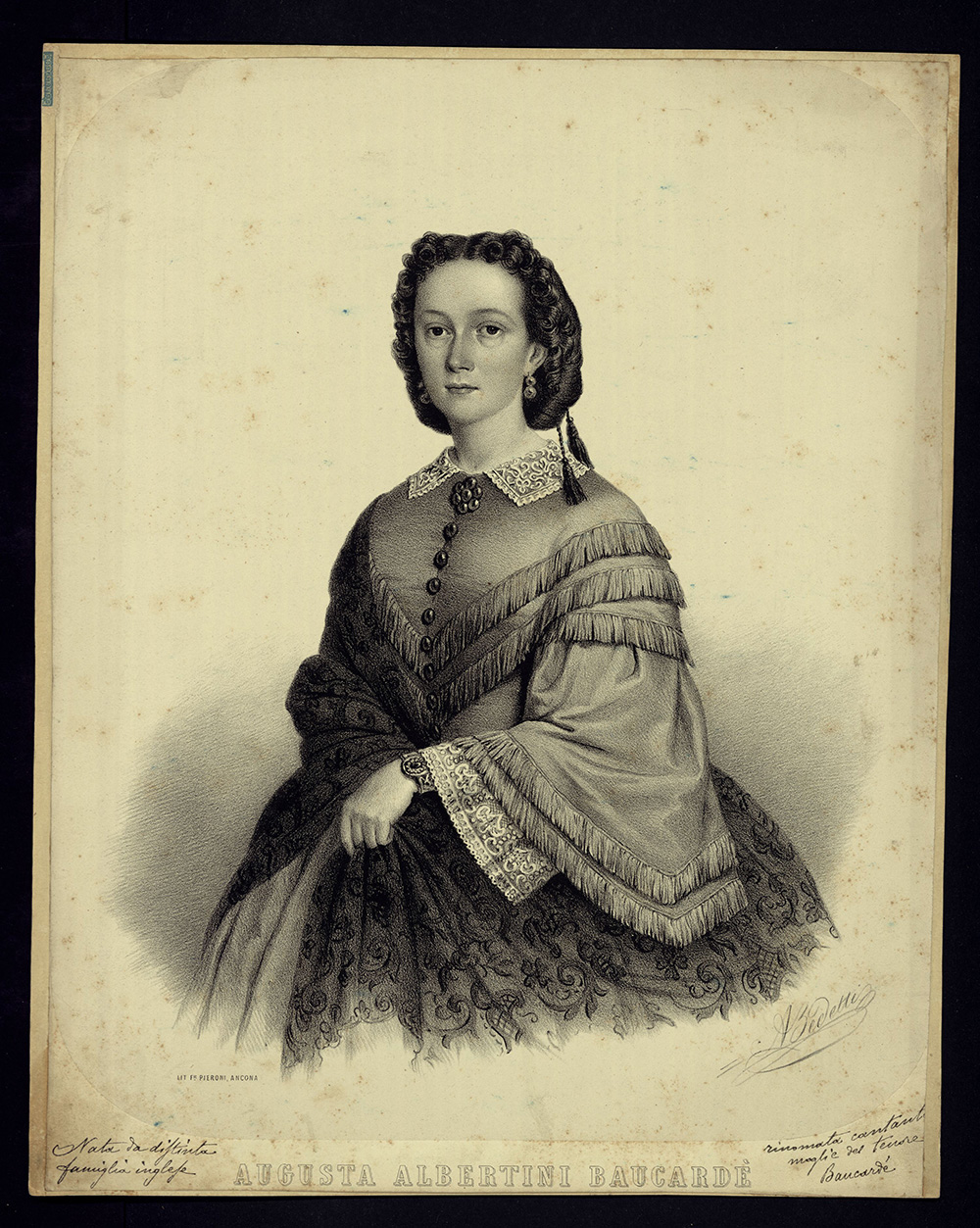
Augusta Albertini Baucardè per Augusto Bedetti

Baucardé va fer el seu debut a Londres amb una considerable aclamació popular com Oronte a I Lombardi durant la temporada de 1850 d'òpera italiana al Her Majesty's Theatre. Durant aquesta temporada també va interpretar els papers de tenor principal a I due Foscari de Verdi, I puritani de Bellini i Lucrezia Borgia de Donizetti. Benjamin Lumley, el director del Teatre del Majesty en aquell moment, va escriure sobre Baucardé:
| « | <No s'esperava res, però es van aconseguir grans resultats. Amb una veu encantadorament dolça, però encara robusta d'extensió meravellosa; amb un estil en què l'ús del falset s'emprava alhora amb moderació i criteri, aquest jove artista va guanyar fàcilment un públic acostumat a donar preferència als dons naturals per sobre de l'exhibició d'habilitat. No és que Baucarde fos deficient en habilitat; al contrari, la seva "escola" era excel·lent. Com a actor, amb prou feines es va elevar per sobre de la mediocritat, però qualsevol deficiència en aquest sentit es va passar per alt en l'esplendor del seu "òrgan".> | » |

 El 1851, Baucardé va cantar el paper principal a l'estrena mundial de Camoëns de Gualtiero Sanelli al Teatro Regio de Torí on també va cantar Gualtiero a Il pirata de Bellini (1852), Arturo Talbo a I puritani (1852) i el duc de Màntua, al Rigoletto de Verdi (1852). Baucardé va aconseguir un èxit particular com a duc, tant a Torí com en altres llocs. Llavors Verdi va escolli Baucardé com el primer Manrico a Il trovatore, encara que abans havia volgut a Raffaele Mirate per al paper. L'estrena al Teatre Apol·lo de Roma el 19 de gener de 1853 va ser un gran èxit no només per a Verdi, sinó també per a Baucardé. La seva aclamació popular en el paper va augmentar quan va substituir un Do agut pel Sol original al final de "Di quella pira" durant una interpretació posterior de Trovatore a Florència. Va continuar cantant Manrico per a l'estrena de l'òpera a París el 23 de desembre de 1854 al Théâtre-Italien. El mes següent, va tornar a aparèixer al Théâtre-Italien en el paper principal de l'òpera ara oblidada de Giovanni PaciniPacini, L'ultimo dei Clodovei.

Malgrat la seva gran popularitat a Itàlia, Baucardé no va impressionar a un observador britànic, Frances Minto Elliot. Escrivint sota el pseudònim "Florentia", va descriure la seva actuació a Roma el 1854 a Lucrezia Borgia així:
| « | <Boucarde és un Gennaro gros i estúpid, l'autèntic i autèntic "pescatore ignobile" i no l'inconfusible patrici Mario, fins i tot amb el seu vestit brut. No hi ha cap gra de romanç sobre Boucarde, i la seva veu no és més comparable als tons platejats de Mario que la seva aparença. El fet és que beu com un peix i està arruïnant ràpidament un òrgan naturalment fi. Va fer un bon punt en pronunciar les paraules "Era mia madre, ah! misera", amb una expressió de profund "pathos" que va fer caure aplaudiments, i una mena particular de rugit propi d'una multitud italiana satisfeta, molt salvatge i assedegada de sang, les orelles, recordant revolucions i tota mena d'horrors.> | » |

 Baucardé estava casat amb una soprano prominent, però notòriament temperamental, Augusta Albertini (1827–1898) i sovint cantava amb ella. Quan va ser proposada per al paper de Mina a l'estrena de 1857 dAroldo de Verdi, Verdi va escriure al seu llibretista Francesco Maria Piave:
| « | <En resum, pel que fa la Albertini, et dic que no. N'he tingut més que prou amb el seu marit, i no vull res més a veure amb els bojos.> | » |

De 1859 a 1860, la parella va cantar a l'Acadèmia de Música de Nova York, però l'empresa no va tenir èxit. Aleshores, Baucardé ja havia passat del seu millor moment. Es va retirar dels escenaris el 1863 i va morir a la seva Florència natal el 22 de gener de 1883.